# Cochlicopoidea
Die Cochlicopoidea sind eine landlebende Überfamilie der Schnecken aus der Unterordnung der Landlungenschnecken (Stylommatophora). 

## Merkmale
Die Gehäuse sind zylindrisch, hochkonisch, oval, oder auch stark abgeflacht. Die Gehäuse sind meist relativ klein. Die Oberfläche ist wenig skulptiert, die Schale relativ dünn. In der Mündung können Spindellamellen oder Zähne entwickelt sind. Die Mündungsränder verdickt sein, sind in der Regel aber nicht umgebogen oder verbreitert. Der Nabel kann offen oder geschlossen sein. Im zwittrigen Genitalapparat sind Penis und Epiphallus vorhanden. Ein Penis-Appendix ist ebenfalls normalerweise vorhanden, der Penis ist intern glatt oder mit Längsfalten oder anderen Strukturen versehen. Der Penisretraktor kann verzweigt oder unverzweigt sein.

## Geographisches Vorkommen und Lebensweise
Die Arten der Familie sind holarktisch verbreitet sowie isoliert auf den Hawaii-Inseln (Amastridae). Sie leben in feuchten Wäldern, in Moosen und unter Laub, auch auf Bäumen, aber auch an trockeneren Stellen. Die Tiere legen nur wenige große Eier ab oder sind lebendgebärend.

## Systematik
Die Überfamilie wird von Bouchet & Rocroi (2005) in zwei Familien unterteilt Cochlicopidae und Amastridae. 2010 wird die Familie Azecidae wieder errichtet:
- Überfamilie Cochlicopoidea Pilybry, 1900
  - Familie Glattschnecken (Cochlicopidae Pilybry, 1900)
  - Familie Azecidae Watson, 1920
  - Familie Amastridae Pilsbry, 1910 (wird von Schileyko (1998) zur Überfamilie Achatinelloidea gestellt)
    - Unterfamilie Amastrinae Pilsbry, 1910
    - Unterfamilie Leptachatininae Cockerell, 1913